# Geukensia granosissima
Geukensia granosissima är en musselart som först beskrevs av G. B. Sowerby III 1914.  Geukensia granosissima ingår i släktet Geukensia och familjen blåmusslor. Inga underarter finns listade i Catalogue of Life.